# George Meade
George Gordon Meade, född 31 december 1815 i Cádiz i Spanien, död 6 november 1872 i Philadelphia i Förenta staterna, var en amerikansk general i USA:s armé. 
Meade var den officer i nordstatsarmén som tog över befälet efter Joseph Hookers nederlag vid Chancellorsville år 1863 under det amerikanska inbördeskriget. Nästan omedelbart hamnade han i drabbningen vid Gettysburg där han under tre dagar lyckades avvärja sydstatsarméns attacker. Före inbördeskriget var han med i mexikanska kriget (1846–1848).
Meade har gett namn åt Fort Meade i Maryland, mest känt för att hysa National Security Agencys högkvarter.